# Model de quarks
En física, el model de quarks és un sistema de classificació dels hadrons en termes del seu quark de valència -els quarks i els antiquarks que donen lloc als nombres quàntics dels hadrons-.
El model dels quarks va ser originalment només un esquema de classificació molt bo per organitzar el nombre elevat d'hadrons que s'estaven descobrint a partir de la dècada de 1950 i durant la dècada de 1960 però va rebre la verificació experimental a finals de 1960 i continua desenvolupant-se amb noves teories i descobriments fins al present.
Aquests nombres quàntics són les etiquetes d'identificació dels hadrons, i són de dos tipus. Una configuració ve determinada per la simetria de Poincaré - JPC, on J, P i C representen: J el moment angular total, P la paritat intrínseca i la C la conjugació de càrrega. La resta són nombres quàntics de sabor com l'isoespín, estranyesa, encant, etc. El model dels quarks és el seguiment de l'esquema de classificació del camí óctuple.
Tots els quarks se'ls assigna un nombre bariònic de 1⁄3. Els quarks amunt, encantat i cim tenen una càrrega elèctrica de +2⁄3, mentre que els quarks avall, estrany, i fons tenen una càrrega elèctrica de -1⁄3. Antiquarks tenen els nombres quàntics oposats. Els quarks tenen spin -1⁄2, el que significa que són fermions.
Els mesons presenten una valència aparellada quark-antiquark (per tant té un nombre bariònic de 0), mentre que els barions estan compostos de tres quarks (per tant té un nombre bariònic d'1). Aquest article aborda el model dels sabors amunt, avall, i estrany (que formen un model aproximat simètric de {\displaystyle SO(3)}).

## Història
El desenvolupament d'esquemes per la classificació dels hadrons es va convertir en una qüestió no conclosa després que noves tècniques experimentals posessin en evidència que no podien ser partícules elementals. Aquests nous esquemes proporcionaren diversos premis Nobel de Física, inclòs Walter Alvarez, que es trobava en l'avantguarda de molts d'aquests desenvolupaments. Diverses propostes de principis, com el de Shoichi Sakata, van ser incapaços d'explicar totes les dades. Una versió desenvolupada per Moo-Young Han i Yoichiro Nambu també va ser finalment trobada insostenible. El model de quarks en la seva forma moderna va ser desenvolupat per Murray Gell-Mann i Kazuhiko Nishijima. El model va rebre importants contribucions de Yuval Neem i George Zweig. L'espín 3⁄2{\displaystyle \Omega ^{-}} dels barions, un membre del decàplet (10) fonamental, va ser una predicció del model. Quan es va descobrir en un experiment en el Laboratori Nacional de Brookhaven, Gell-Mann va rebre el premi Nobel pel seu treball en el model dels quarks.

### Mesons
La classificació del camí òctuple porta el nom del següent fet. Si prenem tres tipus de quarks, llavors els quarks es troben en la representació fonamental, 3 (anomenat el triplet) de sabor {\displaystyle SO(3)}. Els antiquarks es troben en el complex conjugat de representació 3. Els 9 estats (nonet) feta d'una parella es pot descompondre en la representació trivial 1 (anomenat singlet), i la representació adjunta 8 (anomenat octet). La notació per aquesta descomposició és:
{\displaystyle {3}\otimes {\overline {3}}={8}\oplus \mathbf {1} }.
La figura 1 mostra l'aplicació d'aquesta descomposició dels mesons. Si la simetria de sabor són exactes, llavors els nou mesons tenen la mateixa massa. El contingut físic de la teoria inclou la consideració de la ruptura de la simetria induïda per les diferències de massa del quark, i les consideracions de la barreja entre multiplets diferents (per exemple, l'octet i el singlet). La divisió entre els {\displaystyle \eta } i el {\displaystyle {\overline {\eta }}} és més gran que el model de quarks pot acomodar. Aquesta singularitat {\displaystyle \eta -{\overline {\eta }}} es resol amb l'instantó.
Els mesons són hadrons amb nombre bariònic 0. Si la parella quark-antiquark es troben en un moment angular orbital d'estat L, i tenen spin S, llavors
- |L − S| ≤ J ≤ L + S, on S = 0 o 1
- P = (−1)L + 1, on l'1 en l'exponent sorgeix de la paritat intrínseca de la parella quark–antiquark.
- C = (−1)L + S per mesons sense sabor. Mesons amb sabor tenen indefinit el valor de C.
- Per isoespín I = estats 1 i 0, es pot definir un nou nombre quàntic anomenat paritat G tal que G = (−1)I + L + S
- Si P = (−1)J, aleshores es dedueix que S = 1, per tant PC = 1. Els estats amb aquests nombres quàntics són anomenats estats naturals de paritat, mentre que tots els altres nombres quàntics són anomenats exòtics (per exemple, el JPC = 0−−).

### Barions
Atès que els quarks són fermions, el teorema d'estadística de l'espín implica que la funció d'ona d'un barió ha de ser antisimètrica en l'intercanvi de dos quarks. Aquesta funció d'ona antisimètrica s'obté pel que és totalment asimètric, com el color i simetria en el sabor, l'efecte i l'espai en conjunt. Amb tres sabors, la descomposició del sabor és
{\displaystyle \mathbf {3} \otimes \mathbf {3} \otimes \mathbf {3} =\mathbf {10} _{S}\oplus \mathbf {8} _{M}\oplus \mathbf {8} _{M}\oplus \mathbf {1} _{A}}.
El decàplet (10) és simètric en el sabor, el singlet (1) és antisimètric i els dos octets (8) tenen simetria mixta. Les parts de l'espai i el gir dels estats són, per tant, fixes un cop se li dona el moment angular orbital.
De vegades és útil pensar en els estats bàsics dels quarks com els sis estats de tres sabors i dues voltes per sabor. Aquesta simetria aproximada es coneix com a espín-sabor SO(6), i seva la descomposició és
{\displaystyle \mathbf {6} \otimes \mathbf {6} \otimes \mathbf {6} =\mathbf {56} _{S}\oplus \mathbf {70} _{M}\oplus \mathbf {70} _{M}\oplus \mathbf {20} _{A}}
Els 56 estats amb la combinació simètrica de rotació i sabor es descomponen sota sabor SO(3) en
{\displaystyle \mathbf {56} =\mathbf {10} ^{\frac {3}{2}}\oplus \mathbf {8} ^{\frac {1}{2}}}
on el superíndex denota el gir, S, dels barions. Atès que aquests estats són simètrics en el gir i el sabor, també ha de ser simètrica en l'espai, una condició que és fàcilment satisfeta pel que el moment angular orbital L'' = 0. Aquests són els barions en estat fonamental. El S = 1⁄2 octet barions són els dos nucleons ( p+ ,  N0 ), els tres sigmes  Σ+ ,  Σ0 ,  Σ-), els dos X és ( Ξ0,  Ξ-), i el Lambda (Λ0). Els barions S = 3⁄2 decàplet són els quatre Deltes (Δ++, Δ+, Δ0, Δ-), tres sigmes (Σ*, Σ*0, Σ*-), dos X (Ξ0*, Ξ*-), i l'Omega (Ω-). La barreja de barions, escissions de masses dins i entre els multíplets, i moments magnètics són algunes de les qüestions que tracta el model.

## El descobriment del color
Els nombres quàntics del color s'han utilitzat des del principi. Tot i això, el color va ser descobert a conseqüència d'aquesta classificació, quan es va adonar que l'espín S = 3⁄2 dels barions, el Δ++ requeria tres quarks amunt amb espins paral·lels i la desaparició del moment angular orbital. Per tant, no podria haver-hi una funció d'ona antisimètrica a menys que hi hagués un nombre quàntic ocult (a causa del principi d'exclusió de Pauli). Oscar Greenberg va assenyalar aquest problema el 1964, el que suggereix que els quarks serien para-fermions.

Sis mesos després Moo-Young Han i Yoichiro Nambu suggereix l'existència de tres trios de quarks per resoldre aquest problema.
 El concepte de color es va establir definitivament en l'article de 1973 escrit conjuntament per William Bardeen, Harald Fritzsche i Murray Gell-Mann.

## Estats fora del model dels quarks
Mentre que el model de quarks deriva de la teoria de la cromodinàmica quàntica, l'estructura dels hadrons és més complex del que el model proposa. El model complet de la mecànica quàntica seria el que la funció d'ona de qualsevol hadró ha d'incloure parells de quarks virtuals i gluons virtuals. A més, pot haver-hi hadrons que es troben fora del model de quarks. Entre ells hi ha els glueballs (que només contenen gluons de valència), híbrids (que contenen quarks de valència, així com els gluons) i " hadrons exòtics "(com tetraquarks o pentaquarks).